# Naimakkajärvi
Naimakkajärvi är en sjö i Finland och Sverige. Den ligger i kommunerna Enontekis i landskapet Lappland och Kiruna i Norrbottens län. Naimakkajärvi ligger 398,5 meter över havet. Arean är 2,85 kvadratkilometer och strandlinjen är 15,91 kilometer lång. Sjön  ingår i Torne älvs huvudavrinningsområde. 